# Воздухоподогреватель

Принципиальная схема регенеративного воздухоподогревателя

Воздухоподогрева́тель - устройство, предназначенное для подогрева воздуха, направляемого в топку котельного агрегата, с целью повышения эффективности горения топлива за счёт тепла уходящих газов.

## Рекуперативные воздухоподогреватели
В таких воздухоподогревателях тепло передаётся от газов к воздуху через металлическую стенку трубы.

### Стальные трубчатые воздухоподогреватели (ТВП)
Наибольшее распространение получили в послевоенные годы. Обычно в ТВП от одного до четырёх ходов воздуха. При большем количестве ходов, происходит снижение эффективности.

### Чугунные воздухоподогреватели
Чугунные воздухоподогреватели из-за своей громоздкости применяются в крупных котельных агрегатах.

### Пластинчатые воздухоподогреватели
Пластинчатые Воздухоподогреватели выполняются из стальных листов толщиной 1,5-2,0 мм, собранных в кубы.

### Воздухоподогреватели с промежуточным теплоносителем
Этот вид воздухоподогревателей предназначен для работы в коррозионноопасной зоне, изготавливаются из частично заполненных водой и запаянных с обеих сторон трубок.

### Стеклянные воздухоподогреватели
Применяются в котлах сжигающих сернистые топлива (жидкие и твердые). Работа в области температур газов близких к точке росы продуктов сгорания топлива.

### Регенеративные воздухоподогреватели
Тепло передаётся металлической насадкой, которая периодически нагревается газообразными продуктами сгорания, после чего переносится в поток воздуха и отдаёт ему аккумулированное тепло. Широко распространены в металлургической промышленности.

### Вращающиеся (РВП)
Производство было освоено в 1923 году шведской фирмой «Актиболагет Юнгстрем Ангтурбин». В СССР стали выпускаться с 1959 года Таганрогским заводом «Красный котельщик».